# Бевис-Хотон, Мэри
Мэри Бевис-Хотон (англ. Mary Bevis Hawton; 4 сентября 1924, Сидней, Австралия — 23 июня 1981, там же) — австралийская теннисистка, победительница чемпионата Австралии по теннису в женском парном (1946, 1954, 1955, 1956, 1958) и смешанном парном (1958) разрядах.

## Биография
Мэри Бевис родилась 4 сентября 1924 года в Сиднее (Новый Южный Уэльс, Австралия). В 1948 году она вышла замуж за Кита Хотона (Keith Hawton).
В 1946—1965 годах Бевис-Хотон выступала в чемпионате Австралии по теннису. Шесть раз — в 1948, 1952, 1953, 1954, 1956, и 1959 годах — она доходила до полуфинала в одиночном женском разряде. 12 раз она выходила в финал в женском парном разряде, при этом пять раз становилась победительницей турнира в паре со своими соотечественницами: в 1946 году — с Джойс Фитч, в 1954 и 1955 годах — с Берил Пенроуз, в 1956 и 1958 годах — с Тельмой Койн-Лонг. Кроме того, Бевис-Хотон дважды (в 1956 и 1958 годах) играла в финале чемпионата Австралии в смешанном парном разряде; в 1958 году ей удалось завоевать чемпионский титул в паре с австралийцем Робертом Хау.
В 1957—1962 годах Бевис-Хотон четыре раза выступала на Уимблдонском турнире. Её лучшим результатом в одиночном разряде был выход в 1958 году в 4-й круг, в котором она уступила венгерской теннисистке Жуже Кёрмёци со счётом 2-6, 1-6. В турнире 1957 года, выступая в паре с Тельмой Койн-Лонг, она вышла в финал в женском парном разряде. В смешанном парном разряде её лучшим результатом был выход в 3-й круг в 1957 и 1960 годах.
В 1956—1962 годах Бевис-Хотон пять раз выступала на чемпионате Франции. Её лучшими результатами в одиночном разряде были два выхода в 4-й круг — в 1960 и 1962 годах. В женском парном разряде в 1958 году Бевис-Хотон и Койн-Лонг вышли в финал чемпионата Франции, где уступили мексиканкам Йоле Рамирес и Росе Рейес со счётом 4-6, 5-7.
В 1957—1962 годах Бевис-Хотон четыре раза участвовала в чемпионате США. Её лучшим результатом в одиночном разряде был выход в четвертьфинал в 1957 году.
После окончания спортивной карьеры Бевис-Хотон работала директором Теннисной ассоциации Нового Южного Уэльса, в 1979—1980 годах была капитаном сборной Австралии в Кубке Федерации. В 1979 году она выпустила книгу «Как играть в теннис и побеждать» (англ. How to play winning tennis).
Мэри Бевис-Хотон скончалась в Сиднее 18 января 1981 года.

## Выступления на турнирах

### Финалы турниров Большого шлема

#### Парный разряд: 14 финалов (5 побед — 9 поражений)
| Результат | №  | Год  | Турнир              | Партнёрша        | Соперницы                           | Счёт          |
| Победа    | 1. | 1946 | Чемпионат Австралии | Джойс Фитч       | Нэнси Уинн-Болтон Тельма Койн-Лонг  | 9-7, 6-4      |
| Поражение | 1. | 1947 | Чемпионат Австралии | Джойс Фитч       | Нэнси Уинн-Болтон Тельма Койн-Лонг  | 3-6, 3-6      |
| Поражение | 2. | 1948 | Чемпионат Австралии | Пэт Джонс        | Нэнси Уинн-Болтон Тельма Койн-Лонг  | 3-6, 3-6      |
| Поражение | 3. | 1951 | Чемпионат Австралии | Джойс Фитч       | Нэнси Уинн-Болтон Тельма Койн-Лонг  | 2-6, 1-6      |
| Поражение | 4. | 1952 | Чемпионат Австралии | Элисон Бертон    | Нэнси Уинн-Болтон Тельма Койн-Лонг  | 1-6, 1-6      |
| Поражение | 5. | 1953 | Чемпионат Австралии | Берил Пенроуз    | Морин Коннолли Джулия Сэмпсон       | 4-6, 2-6      |
| Победа    | 2. | 1954 | Чемпионат Австралии | Берил Пенроуз    | Джулия Уипплингер Хейзел Редик-Смит | 6-3, 8-6      |
| Победа    | 3. | 1955 | Чемпионат Австралии | Берил Пенроуз    | Нелл Холл-Хопман Гвен Тиле          | 7-5, 6-1      |
| Победа    | 4. | 1956 | Чемпионат Австралии | Тельма Койн-Лонг | Мэри Картер Берил Пенроуз           | 6-2, 5-7, 9-7 |
| Поражение | 6. | 1957 | Чемпионат Австралии | Фэй Мюллер       | Ширли Фрай Алтея Гибсон             | 2-6, 1-6      |
| Поражение | 7. | 1957 | Уимблдонский турнир | Тельма Койн-Лонг | Алтея Гибсон Дарлин Хард            | 1-6, 2-6      |
| Победа    | 5. | 1958 | Чемпионат Австралии | Тельма Койн-Лонг | Лоррейн Коглан Анджела Мортимер     | 7-5, 6-8, 6-2 |
| Поражение | 8. | 1958 | Чемпионат Франции   | Тельма Койн-Лонг | Йола Рамирес Роса Рейес             | 4-6, 5-7      |
| Поражение | 9. | 1961 | Чемпионат Австралии | Джен Лихейн      | Мэри Картер-Ритано Маргарет Смит    | 4-6, 6-3, 5-7 |

#### Смешанный парный разряд: 2 финала (1 победа — 1 поражение)
| Результат | №  | Год  | Турнир              | Партнёр     | Соперники                     | Счёт           |
| Поражение | 1. | 1956 | Чемпионат Австралии | Рой Эмерсон | Берил Пенроуз Нил Фрейзер     | 2-6, 4-6       |
| Победа    | 1. | 1958 | Чемпионат Австралии | Роберт Хау  | Анджела Мортимер Питер Ньюман | 9-11, 6-1, 6-2 |